# You Turn the Screws
You Turn the Screws – trzeci singiel z płyty Prolonging the Magic, autorstwa zespołu Cake, wydany w roku 1999. Był to ostatni singiel z tego albumu.

## Spis utworów
1. "You Turn The Screws" (Edit) – 3:55
2. "Let Me Go Live" – 3:57 –
3. "Is This Love? Live" – 4:30